# Lippold Ben Chluchim
Lippold ben (Judel) Chluchim (* 1530 in Prag; † 28. Januar 1573 in Berlin) war Hoffaktor und Münzmeister unter Kurfürst Joachim II. Hektor am kurfürstlichen Hofe zu Berlin.

## Leben
Er wurde als Sohn des Hluchim Lippold in Prag geboren. Nachdem Philipp Melanchthon auf dem Fürstentag zu Frankfurt am Main 1539 den versammelten Reichsfürsten den märkischen Pogrom von 1510 als fingiertes Justizverbrechen auseinandergesetzt hatte, war Josel von Rosheim an Joachim II. herangetreten und hatte die Zusage erreicht, Juden die bis dahin verbotene Niederlassung in der Mark Brandenburg wieder zu erlauben. In der Folge beider Begegnungen öffnete Joachim II. am 25. Juni 1539 die Mark wieder für Juden und trat am 2. November desselben Jahres zum lutherischen Bekenntnis über. Lippold zog mit Bruder und Vater um 1542 nach Berlin in die Stralauer Straße im Klosterviertel.

### Unter Joachim II.
Nachdem Joachims II. Hoffaktor Michael von Derenburg bei Überführung kurfürstlicher Einkünfte von Frankfurt an der Oder nach Berlin am 23. April 1549 einem Raubüberfall zum Opfer gefallen und bald darauf tödlich verunglückt war, wurde Lippold im Jahre 1556 vom Kurfürsten zu seinem Kämmerer und Hoffaktor (Hofjude), außerdem zum Vorsteher aller märkischen Juden und 1567 zudem zum Münzmeister ernannt. Als Münzmeister verlegte er die Münze in die Poststraße 4 im Nikolaiviertel (heute Geschäftshaus Kurfürstenhöfe).
Durch die Sonderstellung der Juden in der damaligen Zeit, verbunden mit seinem Amt als Hoffaktor und damit Kreditgeber des Kurfürsten, teilte Lippold das Schicksal vieler europäischer Juden in ähnlich hohem Amt: Er hatte ein besonderes Verhältnis zum Kurfürsten, der ihm wegen seiner wenig gesicherten Außenseiterstellung näher kommen konnte als anderen, ihn aber auch hätte leicht fallen lassen können. Lippold gelang aber der Balanceakt bis zum Tod des Kurfürsten und er stand durchgehend in dessen Gunst.
Joachim II. wollte, nachdem mit ihm die märkischen Hohenzollern lutherisch geworden waren, für das Herzogtum Preußen unter den dortigen lutherischen Hohenzollern als erbberechtigt mitbelehnt werden. Da das Herzogtum zu der Zeit ein polnisches Lehen war, galt es, beim polnischen König Sigismund II. August unter dem damals üblichen finanziellen Aufwand die Mitbelehnung zu erreichen. Dies gelang: 1569 belehnte der König, zugleich Schwager Joachims II., ihn und die Berliner Hohenzollern als erbberechtigt im Herzogtum Preußen. Zur Finanzierung – und wegen der auch sonst verschwenderischen Hofhaltung Joachims II. – unterwarf der Kurfürst die Einwohner der Mark, insbesondere die jüdischen, hohen Steuern. Joachim II. schreckte auch nicht vor Münzverschlechterung und Konfiskationen zurück.
Märkische Kaufleute, die von außerhalb der Mark Waren importierten, mussten diese in gewogenem Edelmetall bezahlen, da die märkische Münze wegen ihres herabgesetzten Edelmetallgehalts nicht mehr im Ausland akzeptiert wurde. Joachim II. verbot jedoch, die Münze zu herabgesetzten Kursen zu berechnen. Entsprechend entzogen sich die Kaufleute den Zwangskursen, indem sie zunächst ihre Außen- und Großhandelsgeschäfte in fremder Währung tätigten, und nachdem Joachim II. dies verboten hatte, in gewogenem Edelmetall zahlten. Darauf reagierte der Kurfürst mit einem Verbot, Edelmetall zu nutzen und zu besitzen. In Edelmetall erlangte Verkaufserlöse mussten zu verordneten, die entwertete Landesmünze hoch taxierenden Zwangskursen an die Landeskasse verkauft werden. Märkische Juden mussten darüber hinaus kostspielig Edelmetall importieren, das sie dann unter Einstandspreis zu diktierten Inlandspreisen an den Kurfürsten liefern mussten. Das machte es Kaufleuten unmöglich, zu kostendeckenden Erlösen zu im- und exportieren. Lippold war als Münzmeister beauftragt, die Zwangsmaßnahmen gegen die Kaufleute, lutherische und jüdische gleichermaßen, durchzusetzen. Zu den Maßnahmen gehörten auch Hausdurchsuchungen bei Kaufleuten, wobei gefundenes, verbotenerweise gehaltenes Edelmetall zu Gunsten des Landesherrn beschlagnahmt wurde.

### Unter Johann Georg
Am 3. Januar 1571 verstarb Kurfürst Joachim II., während er sich in Köpenick mit einer Jagdgesellschaft aufhielt, bei der auch Lippold zugegen war. Der neue Kurfürst Johann Georg, der von seinem Vater Schulden in Höhe von 2,5 Millionen Gulden hinterlassen bekam, ließ in Berlin alle Häuser der Günstlinge des Verstorbenen durchsuchen und versiegeln und unternahm nichts gegen einen Pogrom, wobei Juden misshandelt, die Synagoge am Kleinen Jüdenhof in der nördlichen Klosterstraße (heute nördlich der Karl-Liebknecht-Straße) verwüstet und die meisten jüdischen Haushalte geplündert und dabei geraubte Schuldscheine öffentlich verbrannt wurden. Während sich bedeutende lutherische Gläubiger, wie der Kaufmann Grieben, auf den polizeilichen Schutz verlassen konnten, verhängte Johann Georg über die so drangsalierten und geschädigten Juden zudem noch eine absolute Ausgangssperre.
Lippold, kurfürstlicher Münzmeister und Hoffaktor, wurde als vermeintlicher Schuldiger belastet und ihm die Unterschlagungen landesherrlicher Einkünfte sowie ungerechtfertigte Bereicherung unterstellt. Als Hofjude war Lippold Kreditgeber und verdiente daher an gezahlten Zinsen. Über die Höhe der Zinsen war schon zu Joachims II. Lebzeiten geklagt worden, jedoch hatte dieser die Beschwerden zurückgewiesen mit der Begründung, dass lutherische Kreditgeber im märkischen Frankfurt an der Oder noch höhere Zinsen nahmen, was angesichts der sich entwertenden Landeswährung auch nicht verwunderlich ist.
Durch seine Stellung bei Hofe hatte es Lippold zu Reichtum und (verbunden mit seiner persönlichen Beziehung zu Joachim II.) zu Einfluss gebracht. Aber er schaffte sich als Vollstrecker der landesherrlichen Finanzpolitik und Konfiskationen sowie durch seinen davon unbeeinträchtigten Reichtum und den Einfluss am Hofe auch Neider. Erst nach dem Tod Joachims II. bot sich adligen, kaufmännischen und anderen Schuldnern die Möglichkeit, sich des jüdischen Gläubigers zu entledigen. Im Prozess wegen der Unterschlagungen entlastete das Gericht Lippold jedoch nach Prüfung aller Bücher. Im Gegenteil, die Richter bestätigten, dass der verstorbene Kurfürst Lippold noch 89 Taler und 5 Silbergroschen schuldete.

### Hausarrest und Hinrichtung 1573
Der märkische Kanzler Lampert Distelmeyer händigte derweil ohne Rechtsgrundlage Lippolds Schuldnern ihre versetzten Pfänder und ausgestellten Schuldscheine ohne Tilgung aus. Die Gegner ruhten aber dennoch nicht und Lippold, der nach dreimonatiger Untersuchungshaft unter Hausarrest gestellt worden war, wurde nicht etwa entlassen, sondern im Jahre 1573, drei Tage vor Ablauf des Hausarrestes, unter fingierten Zauberei- und Mordverdacht gestellt und nach § 44 der Halsgerichtsordnung Kaiser Karls V. einem peinlichen Gerichtsverfahren unterzogen. Lippold war seine Ausweglosigkeit klar, er flehte, ihm die Tortur zu ersparen und – in der Hoffnung dann ohne Umschweife hingerichtet zu werden – 'gestand' er schriftlich alles, was er sich unter Zauberei nur vorstellen konnte:

„Er bekannte, daß «ehr den Teufel in einem glase und kreisse bannen und zwingen könne, seinen willen zu tun, auch durch seine Hülffe in Seiner kurfürstlichen Gnaden verschlossene und verriegelte Gemächer zu tagk und nacht seines gefallens kommen, Sich mit dem Teuffel verbunden, und ihm mitt leib und seele ergeben habe, … daß ehr Peter Beninkoven und Urban Kemnitzen Gifft beigebracht, daß sie davon verlamen, verquinen und endlich sterben müssen. Auch das ehr einen schwartzen Hahnen mit Zauberei zugerichtet, In der Müntze begraben, daß dieser Müntzmeister kein Gedeihen am müntzen haben solte.»“

Unter Folter presste man ihm das Geständnis ab, Kurfürst Joachim, seinen Dienst- und Schutzherrn, vergiftet zu haben. Auf die Frage im Verhör, warum er den Landesherrn, der ihm doch nur Liebes und Gutes erwiesen habe, denn nur vergiftet habe, 'gestand' Lippold, er habe wegen der Entwendung einer Kette die Strafe des Kurfürsten gefürchtet. Dabei hatte Lippold die Kette auftragsgemäß zu Portugalösern umprägen lassen, von denen jeder Gast im Schloss Köpenick aus der Hand Joachims II. am Abend vor seinem Tode einen geschenkt bekam.
Lippold wurde zum Tode durch Rädern und Vierteilen verurteilt. Vor der Hinrichtung auf dem Neuen Markt nahe der lutherischen St. Marienkirche sollte Lippold wie vorgeschrieben, noch einmal hörbar sein Geständnis öffentlich wiederholen. Doch er brachte den Mut auf, zu widerrufen. So wurde er umgehend in die damals an der Spandauer Ecke Oderberger (heute Rathaus-) Straße gelegenen Gerichtslaube des Berliner Rathauses gezerrt und einer verschärften Folter mit Spanischen Stiefeln unterzogen, worauf er alles Widerrufene für wahr erklärte. Dann räderten und vierteilten Scharfrichter Balzer und seine Knechte ihn auf dem Neuen Markt ohne erneute öffentliche Wiederholung des Geständnisses. Seine Eingeweide wurden mit einem Alchemiebuch, das ihm als Quelle seiner Zauberei gedient haben sollte, verbrannt, sein Kopf wurde auf eine Eisenstange aufgespießt am Georgentor (heute Alexanderplatz) aufgestellt, sein gevierteilter Leichnam an Landstraßen in jeder Himmelsrichtung vor Berlin an Galgen aufgehängt den Aasvögeln preisgegeben. Sein Vermögen wurde überwiegend eingezogen.

### Ausweisung der Juden 1573
Lippolds Tod läutete eine noch schwerere Zeit für die märkischen Juden ein, die unter Joachim II. ohnehin höhere Zwangsabgaben und Steuern zu zahlen hatten als andere Landeskinder. Johann Georg verfügte ihre Vertreibung bis spätestens am 1. Februar 1573, wobei sie ihr Vermögen noch zu liquidieren und an ihn abzuführen hatten. Die meisten gingen nach Prag, viele nach Polen. Johann Georg verbot Juden jegliche Niederlassung in Brandenburg, was erst der Große Kurfürst Friedrich Wilhelm durch Edikt im Jahre 1671 revidierte. Lippolds Witwe Magdalena wurden 750 Taler Barschaft belassen, bevor sie mit den neun Kindern ausgewiesen wurde und nach Wien ging. Den Kindern von Lippolds Bruder ließ Johann Georg dann noch weitere Gegenstände aus dem Haushalt, Geld, Kleider, Silber- und Goldgerät zustellen, die er mit 316 Talern taxierte. Magdalenas Gesuch, ihr das weitere gerichtlich festgestelltermaßen wohl erworbene Vermögen Lippolds auszuzahlen, unterstützte Kaiser Maximilian II., worauf Johann Georg im Sommer 1578 erwiderte, mehr als das, was er ihr gelassen habe, werde er nicht herausgeben.
Friedrichs II. Leibarzt Wilhelm Moehsen arbeitete das Justizverbrechen an Lippold auf, indem er aus dem Hofarchiv des damaligen Leibarztes Paul Luther, Sohn des Reformators, anhand der Protokolle und Originalurkunden zu Joachims Tod, die einhellig einen Ausfluss am Fuße in Kombination mit einer plötzlichen Erkältung als Todesursache nennen, den Vorwurf des Giftmordes widerlegte.